# Дондупова, Валерия Николаевна
Валерия Николаевна Дондупова (Суворова) (род. 5 июня 1996 года, Бурятия) — российская спортсменка, борец вольного стиля. Двухкратная чемпионка России. Мастер спорта России международного класса.

## Биография
Валерия родилась 5 июня 1996 года в Республике Бурятия, в селе Баянгол. Начала спортивную карьеру в 2012 году. Её первым тренером был Дамдин Дамдинов .

## Спортивная карьера

### Валерия в подростковом возрасте
Первые результаты пришли в декабре 2012 года, когда на первенстве России среди кадетов она заняла третье место в весе до 65 кг. В начале апреля 2013 года Дондупова повторила прошлогодний успех на первенстве России. В конце апреля 2013 года она дебютировала на юниорском уровне. На первенстве России она дошла до финала, но соперница из Северной Осетии Анжела Катаева не оставила ей шансов на победу. В декабре 2014 года Валерия взяла третье место в весе до 69 кг на турнире памяти Дмитрия Миндиашвили в Красноярске. В апреле 2015 года она выступила на взрослом чемпионате России в Кемерово, проиграв в матче за бронзовую медаль Анастасий Щавлинской.

### Валерия как юниор
Валерия выступила в качестве члена сборной России на первенстве мира среди юниоров 2015 в Бразилии. В первой же схватке она разгромно уступила малоизвестной спортсменке Сигне Фидье Сторе из Норвегии. В начале январе 2016 года она стала второй на турнире памяти Д. Г. Миндиашвили, проиграв в финале Наталье Федосеевой из Кемеровской области. На гран-при «Иван Ярыгин» в 2016 году она уступила чемпионке мира Инне Тражуковой и выбыла из гонки за медаль.

### Валерия во взрослой борьбе
На чемпионате России 2017 в Каспийске она снова стала пятой в весовой категории до 63 кг, уступив в схватке за бронзу Татьяне Мякенькая из Брянской области. На гран-при «Александра Медведя» 2017 года, который прошел в Минске, она выиграла свой первый международный титул, одолев в финале украинку Марию Ильчишин. В январе 2018 года неудачно выступила на гран-при «Ивана Ярыгина». В том же месяце на турнире «Klippan Lady Open» в Швеции в первом кругу Валерия проиграла местной спортсменке Оливии Хеннингссон. В марте 2018 года Валерия стала третьей на турнире памяти «Дан Колов и Никола Петров» в Болгарии. В июне 2018 года она приняла участие на турнире «Mongolia Open». В июне 2023 года Валерия вернулась в борьбу и неожиданно стала чемпионкой страны. В сентябре 2023 года она была отобрана в состав сборной России на чемпионат мира 2023 в Белграде (Сербия), но потерпела неудачу на данном чемпионате мира. В мае 2024 года Валерия во второй раз выиграла чемпионат России в весе до 65 кг. В январе 2025 года стала финалисткой кубка Ивана Ярыгина в Красноярске. В июне 2025 года стала третьей на чемпионате России в весе до 65 кг.

## Спортивные достижения
- 2017 Гран-при Александр Медведь — ;
- 2023, 2024 Чемпионат России — ;
- 2024 игры БРИКС — ;[27]
- 2025 Кубок памяти Ивана Ярыгина — ;
- 2025 Чемпионат России — ;